# 田园洞人
田园洞人是最早生活于东亚地区的现代人类之一，其化石于2003年在北京周口店遗址西南6公里的田园洞洞穴地层中被发现。研究显示田園洞人的基因，與現代的安達曼人最為相近，可能是形成澳洲原住民的最早分支；田园洞人与现代东亚人共享一个共同的东亚祖先，但他们本身并非现代东亚人的直系祖先。

## 研究
2007年在对田园洞人骨骼化石进行放射性碳定年法分析后表明，田园洞人的生存年代距今约4.2万年至3.85万年，比发现地点相近的山顶洞人早1万多年，是至今为止欧亚大陆东部最早的现代人类遗骸。2013年德国马克斯·普朗克进化人类学研究所与中国科学院合作对田园洞人化石进行的DNA测试进一步表明，田园洞人与许多现代亚洲人以及美洲原住民间存在遗传学上的亲缘关系，但已与现代欧洲人的祖先分离，现代东亚人的基因组中未检测到田园洞人特有的遗传标记，表明他们的血统并未在东亚直接传承至今。
根据大卫·E·里奇的实验室的数据，田园洞人Y染色体单倍群为K2b。
田園洞人的基因，與現代的安達曼人最為相近，可能是形成澳洲原住民的最早分支。

## 文物
现存文物有距今4.2万~3.85万年的田园洞人下颚骨。该文物最长处110毫米，下颌最高81毫米。